# Chromatoiulus deharvengi
Chromatoiulus deharvengi är en mångfotingart som beskrevs av Jean-Paul Mauriès 1983. Chromatoiulus deharvengi ingår i släktet Chromatoiulus och familjen kejsardubbelfotingar. Inga underarter finns listade i Catalogue of Life.